# Ефедрин
Ефедри́н (лат. ephedrinum; [ɨˈfɛdrɪn] or [ˈɛfɨdriːn]; англ. ephedrine) — алкалоїд групи фенілетиламінів, симпатоміметичний амін і стереоізомер псевдоефедрину. У природі зустрічається в рослинах роду Ефедра (лат. Ephedra L.) і є найважливішим алкалоїдом разом з псевдоефедрином (його діастереомером). Він присутній у кількох видах ефедри, включаючи Ephedra Equisetina, що росте в гірських районах Середньої Азії та Західного Сибіру, i Ephedra Monosperma, що росте за межами озера Байкал.
Ефедрин належить до класу симпатоміметиків і використовуються в медицині завдяки своїй симпатоміметичній дії. Оскільки він є прекурсором для виробництва метамфетаміну, його обіг суворо регулюється майже в усіх країнах.

## Історія

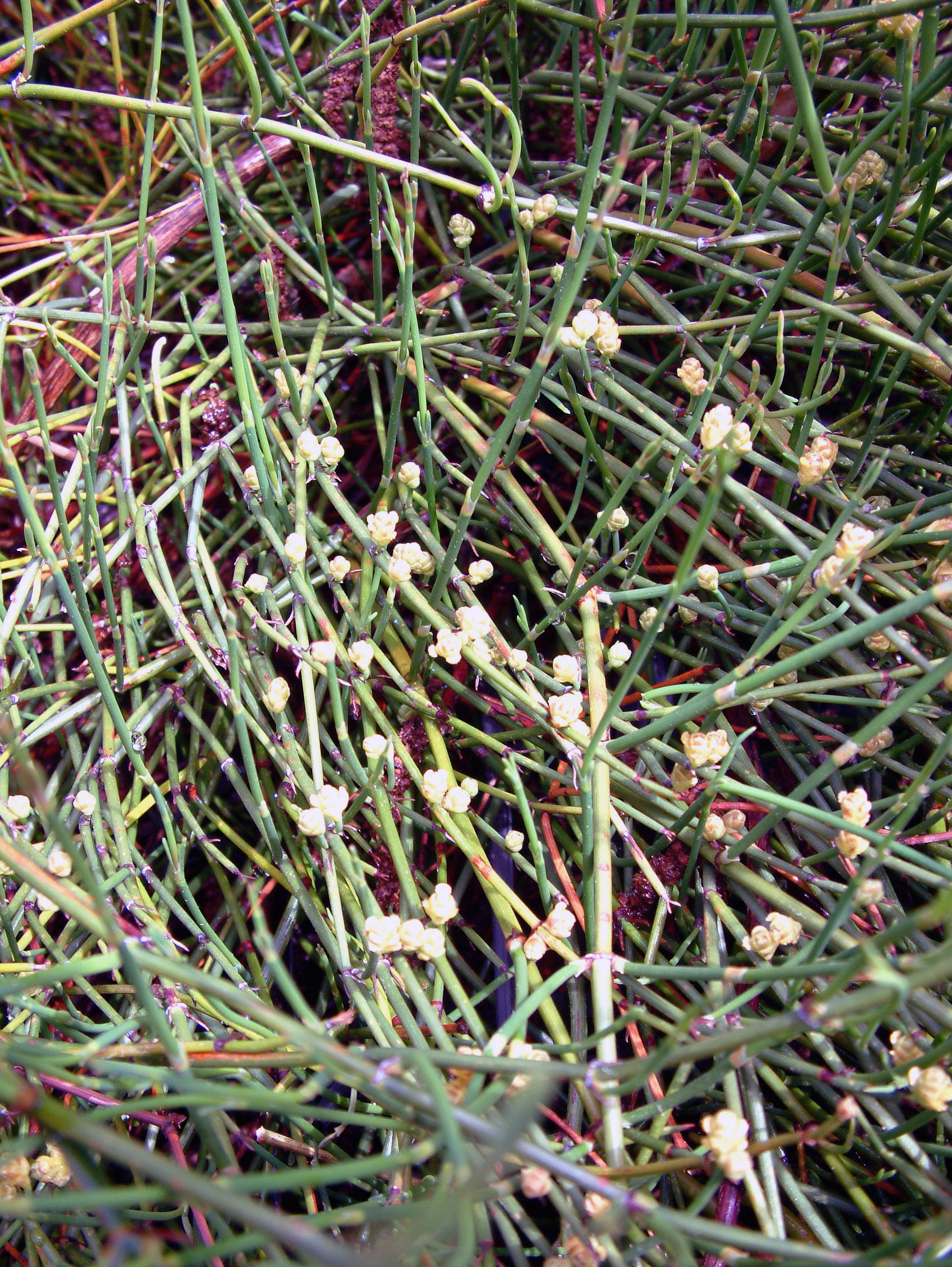
Китайська ефедра (Ephedra sinica)

Китайський чагарник еphedra sinica використовується в традиційній китайській медицині в лікувальних цілях протягом декількох тисяч років, починаючи з династії Хань (206 р. до н. е. – 220 р. н. е.).
Нагаі Нагайоші вперше виділив ефедрин у чистому вигляді з Ephedra vulgaris у 1885 році. Потім він був забутий, поки не був знову відкритий Ченом і Шмідтом на початку 1920-х років. Компанія Merck Group вперше вивела його на ринок у синтетичній формі як рацемат під торговою маркою «ефетонін» (Ephetonin) як протиастматичний засіб.
Пероральні форми ефедрину історично використовувалися для лікування бронхіальної астми, але в сучасній медицині вони рідко застосовуються з цією метою через небажані серцеві ефекти і доступність більш селективних бета-агоністів, таких як альбутерол.
У минулому іншими показаннями до застосування були бронхоконстрикція, міастенія та втрата ваги, а також для лікування симптомів депресії, зняття набряку носа при застуді та в офтальмології як альтернативу атропіну. На початку 2000-х років він був популярною біологічно активною добавкою, оскільки було виявлено, що він діє синергічно з кофеїном, сприяючи схудненню шляхом стимулювання обміну речовин. Його також використовували при гіпотопічній хворобі, алергічних захворюваннях, у разі крововтрат, отруєнь наркотичними та снодійними засобами тощо.
Ефедрин досі використовується для лікування артеріальної гіпотензії та нарколепсії.

## Фармакологічні властивості
Ефедрин має унікальний ефект завдяки своєму непрямому механізму дії, на відміну від інших симпатоміметиків, таких як псевдоефедрин і фенілефрин, а також діє як прямий симпатоміметик. Він безпосередньо зв'язується з альфа- і бета-рецепторами, але його основний механізм дії досягається шляхом пригнічення зворотного захоплення норадреналіну нейронами і витіснення більшої кількості норадреналіну з везикул зберігання, що дозволяє норадреналіну довше залишатися в синапсі для зв'язування з постсинаптичними альфа- і бета-рецепторами. Непрямий механізм дії призводить до стійкого або навіть прискореного серцебиття; прямий вплив є більш глибоким на артеріальний тиск; прямий судинозвужувальний ефект має більший вплив на венозну систему, що робить його ефективним у підвищенні центрального венозного тиску, коли пацієнт зневоднений.
Діючи на варикозні потовщення еферентних адренергічних волокон, сприяє виділенню норадреналіну в синаптичну щілину. Крім того, має слабкий стимулюючий вплив безпосередньо на адренорецептори. Викликає вазоконстрикторну, бронходилятуючу і психостимулюючу дію. Підвищує загальний периферичний судинний опір (ЗПСО) і системний артеріальний тиск, збільшує хвилинний об'єм кровообігу, частоту серцевих скорочень і силу серцевих скорочень, покращує AV провідність; підвищує тонус скелетних м'язів, концентрацію глюкози в крові. Гальмує перистальтику кишечника, розширює зіницю (не впливаючи на акомодацію і внутрішньоочний тиск). Стимулює ЦНС, гальмує активність МАО і катехоламінів-О-метилтрансферази. Виявляє стимулюючий вплив на альфа-адренорецептори кровоносних судин в шкірі, викликаючи звуження розширених судин, знижуючи таким чином їх підвищену проникність, що приводить до зменшення набряку при кропив'янці.
Початок терапевтичного ефекту після прийому всередину — через 15-60 хв, тривалість дії — 3-5 год, при внутрішньом'язовому введенні 25-50 мг — 10-20 хв і 0.5-1 ч відповідно. При повторному введенні з невеликим інтервалом (в 10-30 хв) пресорну дію ефедрину швидко знижується (виникає тахіфілаксія, пов'язана з прогресуючим зменшенням запасів норадреналіну в варикозних стовщеннях).

## Медичне застосування
Основним показанням для застосування ефедрину, затвердженим FDA, є лікування та контроль клінічно значущої гіпотензії в періопераційному періоді.
Ефедрин часто є препаратом вибору для лікування гіпотензії, спричиненої спінальною або епідуральною анестезією. Його обирають через менший альфа-адренергічний вплив на маткові кровоносні судини порівняно з фенілефрином.
Іноді його вводять внутрішньом'язово для досягнення більш тривалого ефекту. Згідно з даними Робочої групи з акушерської анестезії Комітету Американського товариства анестезіологів, ефедрин можна використовувати для лікування гіпотензії під час нейраксиальної анестезії.
Ефедрин найбільш корисний при гіпотензії, що супроводжується брадикардією або низькою частотою серцевих скорочень, і його слід з обережністю призначати пацієнтам з гіпотензією і супутньою тахікардією.
Ще одне важливе показання до застосування ефедрину — полегшення алергії.

## Побічна дія
Ефедрин може викликати прискорене серцебиття, головний біль, неспокій і тривогу у притомних пацієнтів, запаморочення, нудоту, блювання. Ефедрин також є аритмогенним, тому лікарі повинні бути обережними при призначенні пацієнтам, схильним до аритмії або які приймають інші аритмогенні препарати, зокрема наперстянку. При тривалому застосуванні надлишок катехоламінів може призвести до некрозу смуг скорочення міокарда, що робить серце схильним до шлуночкових аритмій.
Менш поширеним ефектом, від якого страждають незаконні споживачі ефедрину та його похідних, є розвиток рентгеноконтрастних урологічних каменів, що містять ефедрин, і параноїдної шизофренії.

## Отримання
Ефедрин може бути отриманий шляхом екстракції з природної сировини та подальшого очищення від домішок.
Незначний вміст природного алкалоїду ефедрину в різних видах ефедри спонукало хіміків до розробки синтетичних методів отримання ефедрину. Перший повний синтез ефедрину і його ізомерів був здійснений Шпетом (1925). Надалі був запропонований ряд варіантів синтезу ефедрину, але практичне застосування знайшов наступний: вихідною речовиною служить бензен, який конденсують з хлорангідридом монохлорпропіоновой кислоти в присутності хлориду алюмінію. Отриманий хлоретилфенілкетон конденсується з метиламіном, при цьому виходить вторинний амін, який при відновленні утворює ефедрин.
Ефедрин має два асиметричні атоми вуглецю, тому існує чотири оптично активних ізомеру ефедрину і два рацемату. З усіх чотирьох ізомерів найбільш широке застосування мають ефедрин (цис-ізомер) і псевдоефедрин | (транс-ізомер), що є просторовими ізомерами.
Цис-ізомер є лівообертаючим алкалоїдом, транс-ізомер — правообертаючим. Виділення ефедрину з синтетичного продукту (рацемату) засновано на різній розчинності їх оксалатів у спирті. Оксалат ефедрину викристалізовується з спирту у вигляді осаду, а оксалат псевдоефедрину розчиняється у спирті.

### Визначення дійсності та кількості
Автентичність ефедрину гідрохлориду визначається наступним чином:
- реакцією з розчином нітрату срібла у присутності нітратної кислоти; випадає білий сирнистий осад хлориду срібла AgCl;
- реакцією з феррицианида калію в лужному середовищі — по запаху бензальдегіду, що утворився в результаті розкладання ефедрину;
- реакцією з розчином сульфату міді в присутності лугу — утворюється синє фарбування. При додаванні ефіру і струшуванні судини з реакційною масою відстояний ефірний шар забарвлюється у фіолетово-червоний колір, водний шар зберігає синє забарвлення.

Кількісний вміст ефедрину в препараті може бути визначене різними методами, наприклад методом кислотно-основного титрування в неводних середовищах у присутності ацетату окисной ртуті. Його можна визначити фотоколориметрично за кольоровим комплексом з сульфатом міді. Можна використовувати метод нейтралізації та аргентометрії.

## Промислове виробництво
В Україні (станом на 2011 рік) продаються ліки (таблетки та сироп), до складу яких входить ефедрин (гідрохлорид у більшості випадків): Бронхолітин (Болгарія), Бронхотон (Болгарія), Бронхоцин (Болгарія), Т-федрин (Індія), Теофедрин (Україна), Теофедрин ІС (Україна), Трифедрин (Україна) і Трифедрин ІС (Україна).
Ефедрин також доступний у комбінації з гвайфенезином у фіксованій дозі для тимчасового полегшення легких симптомів астми за допомогою відхаркувального засобу.
У багатьох країнах ефедрин використовується як лікарський засіб лише в концентрації нижче 10 %.
На основі ефедрин було створено безліч інших лікарських засобів зі схожими фармакологічними ефектами, наприклад Цефедрін.